# Adelswärdska huset

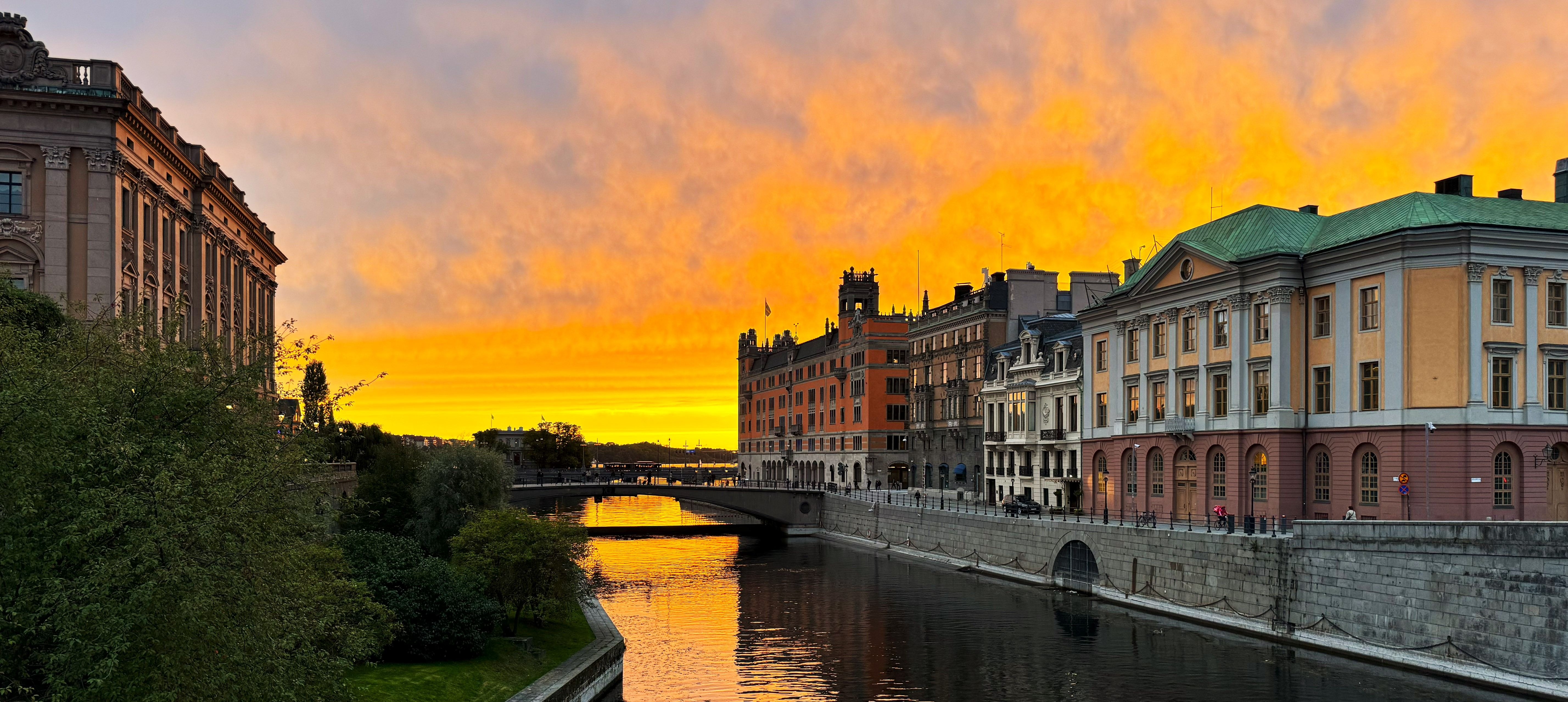
Adelswärdska huset, tredje byggnaden på norra sidan av Norrström, mellan Sagerska huset och Drottninggatan samt Rosenbad, mitt emot Riksdagshuset. Längst fram på norra sidan Arvfurstens palats.

Adelswärdska huset är en byggnad i kvarteret Lejonet vid Strömgatan, vid Norrström i Stockholm. Byggnaden uppfördes 1890 och är ritad av arkitekt Isak Gustaf Clason. Huset ligger vid korsning mot Drottninggatan och är grannhus till statsministerns residens Sagerska huset. På andra sidan korsningen ligger regeringens högkvarter Rosenbad. Huset uppfördes på uppdrag av politikern och industrimannen Theodor Adelswärd. Sedan 2019 ägs fastigheten av svenska staten. Fastigheten är blåmärkt av Stadsmuseet i Stockholm, vilket är det starkaste skyddet och innebär "att bebyggelsen bedöms ha synnerligen höga kulturhistoriska värden".

## Arkitekten och byggherren
Isak Gustaf Clason öppnade 1881 efter att han slutförd sin utbildning ett eget arkitektkontor tillsammans med Kasper Salin. Under 1880-talet var de flitigt anlitade och skapade framförallt ritningar för fasader och trapphus till den snabbt expanderande staden. Bland verken från tiden finns Östermalmshallen och Clasons magnifika stenfasad till det Bünsowska huset på Strandvägen byggt för trämagnaten Friedrich Bünsow, en byggnad som fick stor betydelse för den svenska arkitekturen och för Clasons karriär. I det Bünsowska huset valda Clason att istället för att välja den vid tiden förhärskade putsfasaden, arbete med äkta material som sten och tegel.
Relationen mellan Clason och Theodor Adelswärd hade börjat redan under studieåren på Tekniska högskolan, medan Clason under 1880-talet hade kombinerat sin arkitektfirma med långa utlandsvistelser hade Adelswärd tagit över driften av ett av Sveriges största gods, Adelsnäs utanför Åtvidaberg. Han hade inlett en för tiden unik modernisering och industrialisering av godset med tillhörande framväxande företag (de som senare skulle bli kända som AB Åtvidabergs Industrier och till slut den globala koncernen Facit).

## Byggnaden

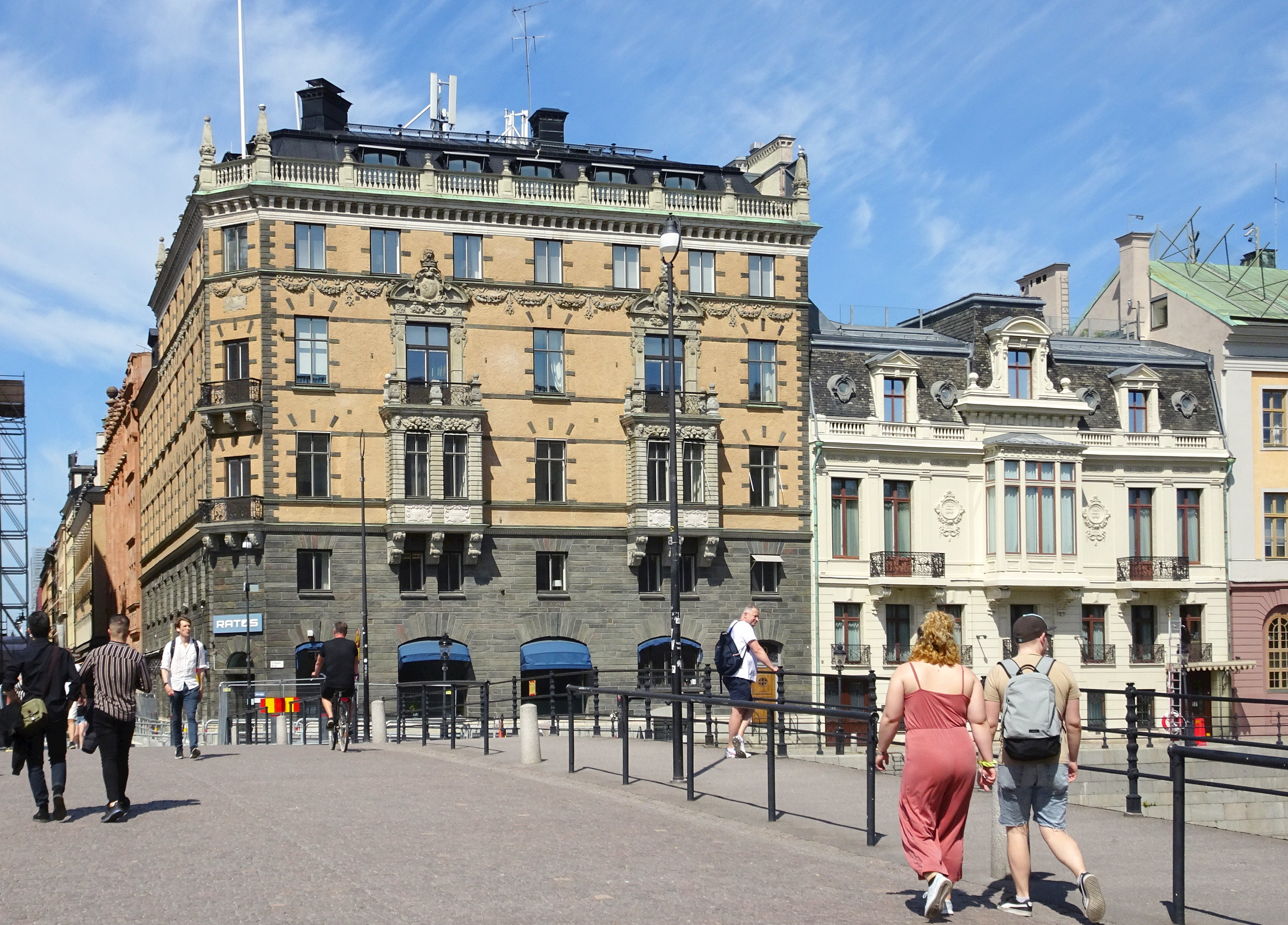
Adelswärdska huset juli 2020.

I Clasons första skisser till huset var det utformat som ett venetianskt palats men under planeringsprocessen ändrades byggnaden till att bli en personlig omtolkning av den svenska barocken och bröt således med det tidigare kravet på en stilbundenhet. 
Byggherren hämtade det mörka hornbländeskiffret från sina egna ägor i Åtvidaberg. Materialet går igen i bottenvåningens rustisering och i fönsteromfattningarna där det kontrasterar med spritputsningen. 
Fasaderna är förhållandevis släta med de båda burspråken som egentlig dekoration. Gårdsfasaderna putsades med olika putssorter och smyckades med sgraffito- och frescomålningar. Den fem våningar höga byggnaden innehöll tre våningar om tio rum vardera, en våning om fyra rum samt en våning om fjorton rum.
Vindsvåningen inreddes 1938–1939 i samband med en genomgripande ombyggnad av interiören för att anpassa huset till kontorsverksamhet ledd av Gustaf Clason. I samband med det försvann i stort sett byggnadens lopp ursprungliga karaktär på insidan. Fasaden behåller dock sin karaktär med detaljer i sandsten och skiffer kombinerat med en putsad fasaddel på våningen 2 och 3. Precis som med det Bünsowska huset har Clason valt att lyfta fram äkta material.
Det Adelswärdska huset byggdes som bostadsfastighet och var del av fideikommisset men kontoriserades i slutet av 1930-talet. Åren 1907–12 hyste det Danmarks ambassad och åren 1922–1932 hade Sydsvenska banken sitt Stockholmskontor i byggnaden. Åren 1938–2019 ägdes fastigheten av investmentbolaget Ratos, egentligen genom sitt dotterbolag Söderberg & Haak som förvärvade huset 1938. Ratos hade också sitt huvudkontor i byggnaden fram till 2021. År 2019 köptes byggnaden av staten för 550 miljoner kronor.

## Bilder

Fasaddetaljer
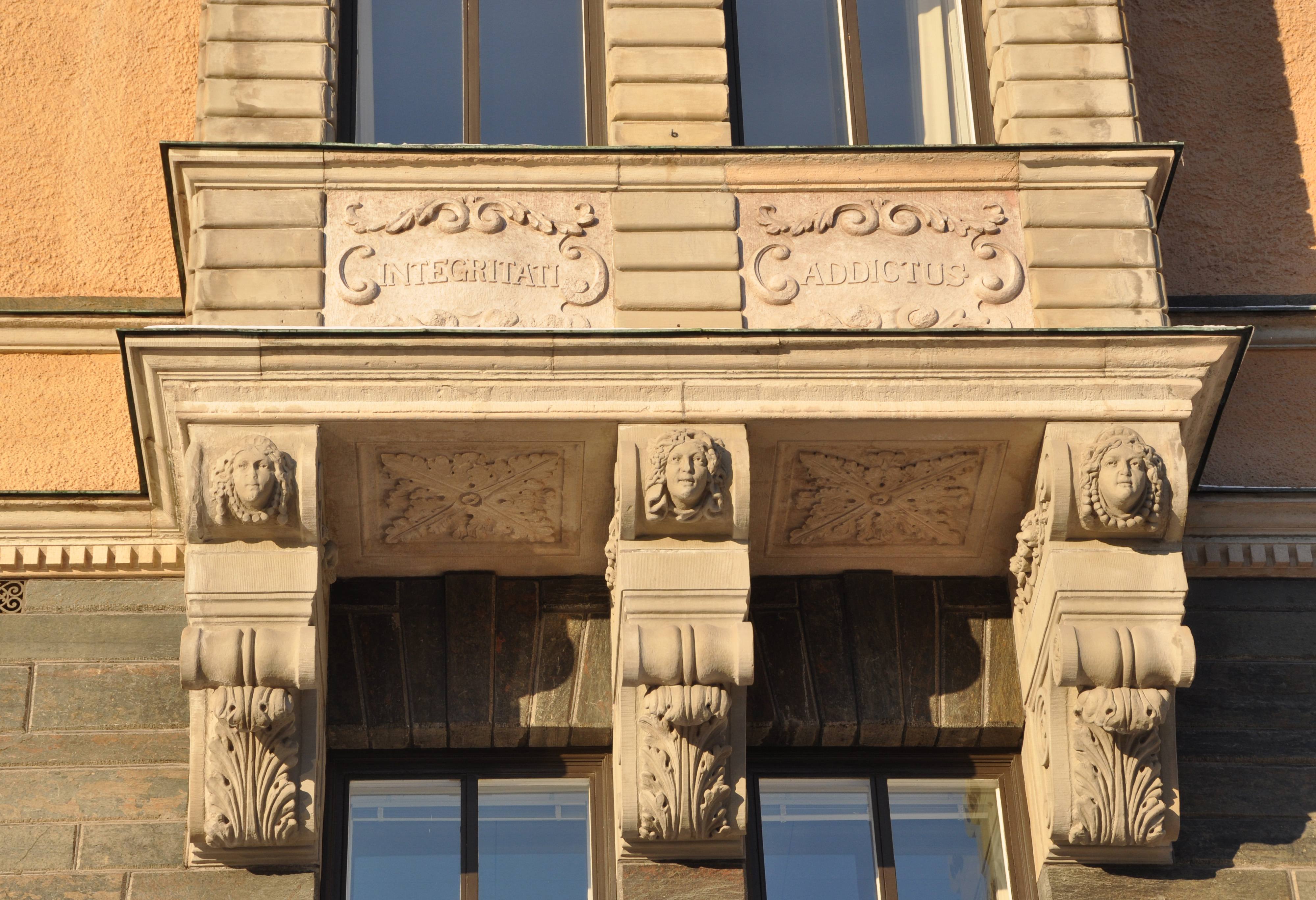
INTEGRITATI ADDICTUS.
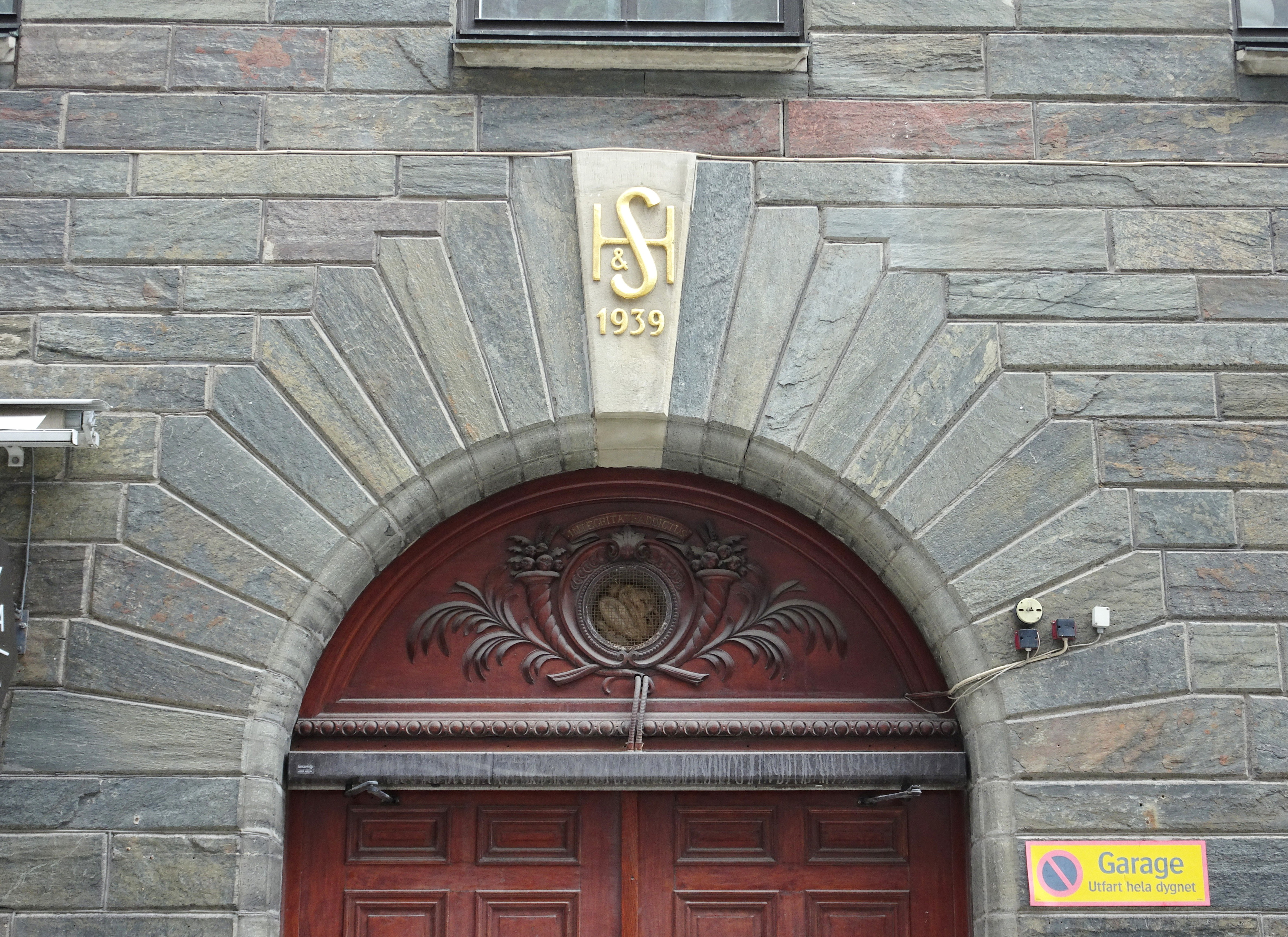
Portal mot Drottninggatan, med bolaget Söderberg & Haaks varumärke.
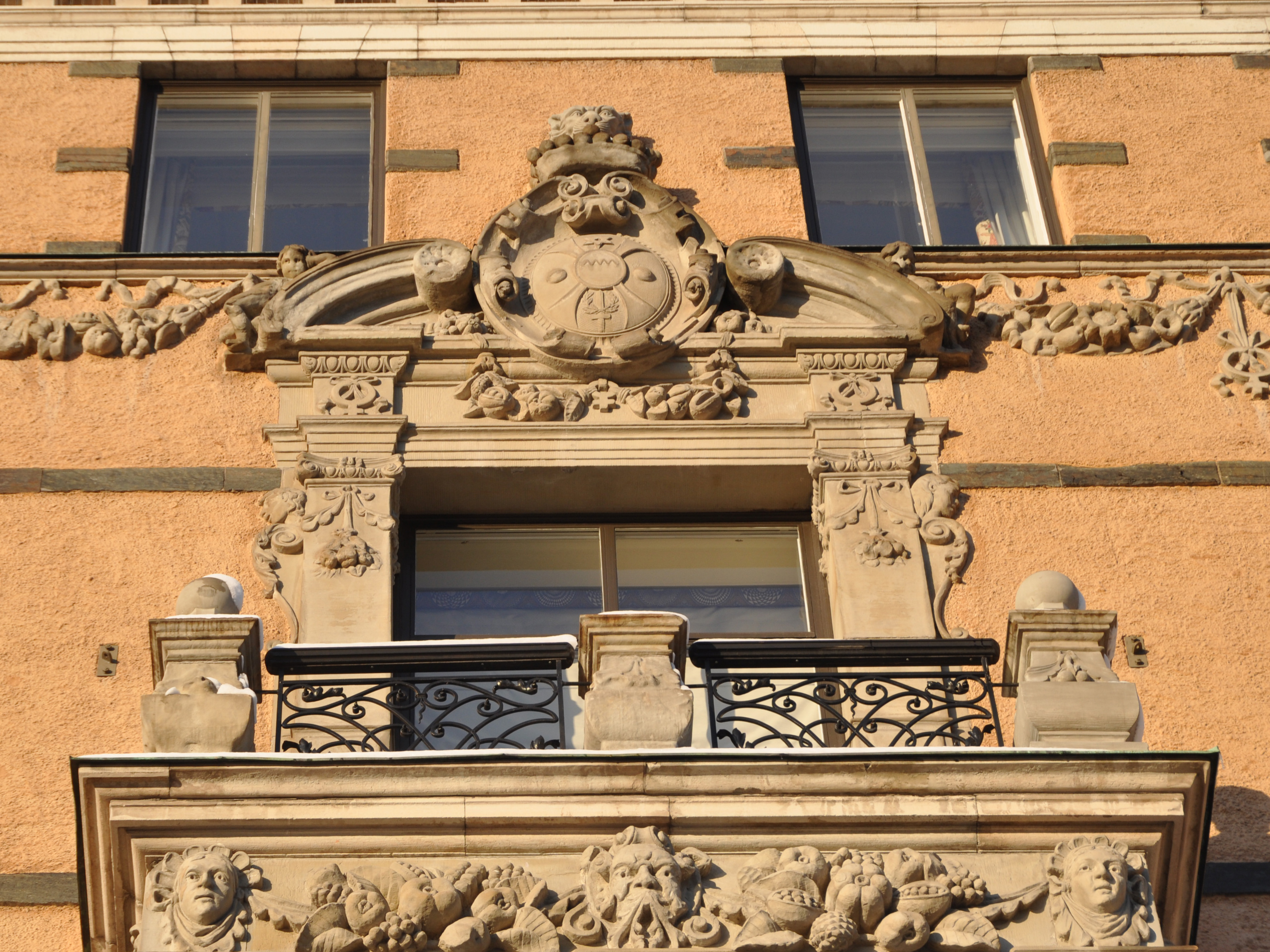
Friherreliga ätten Adelswärds vapensköld krönt av en friherrelig rangkrona.
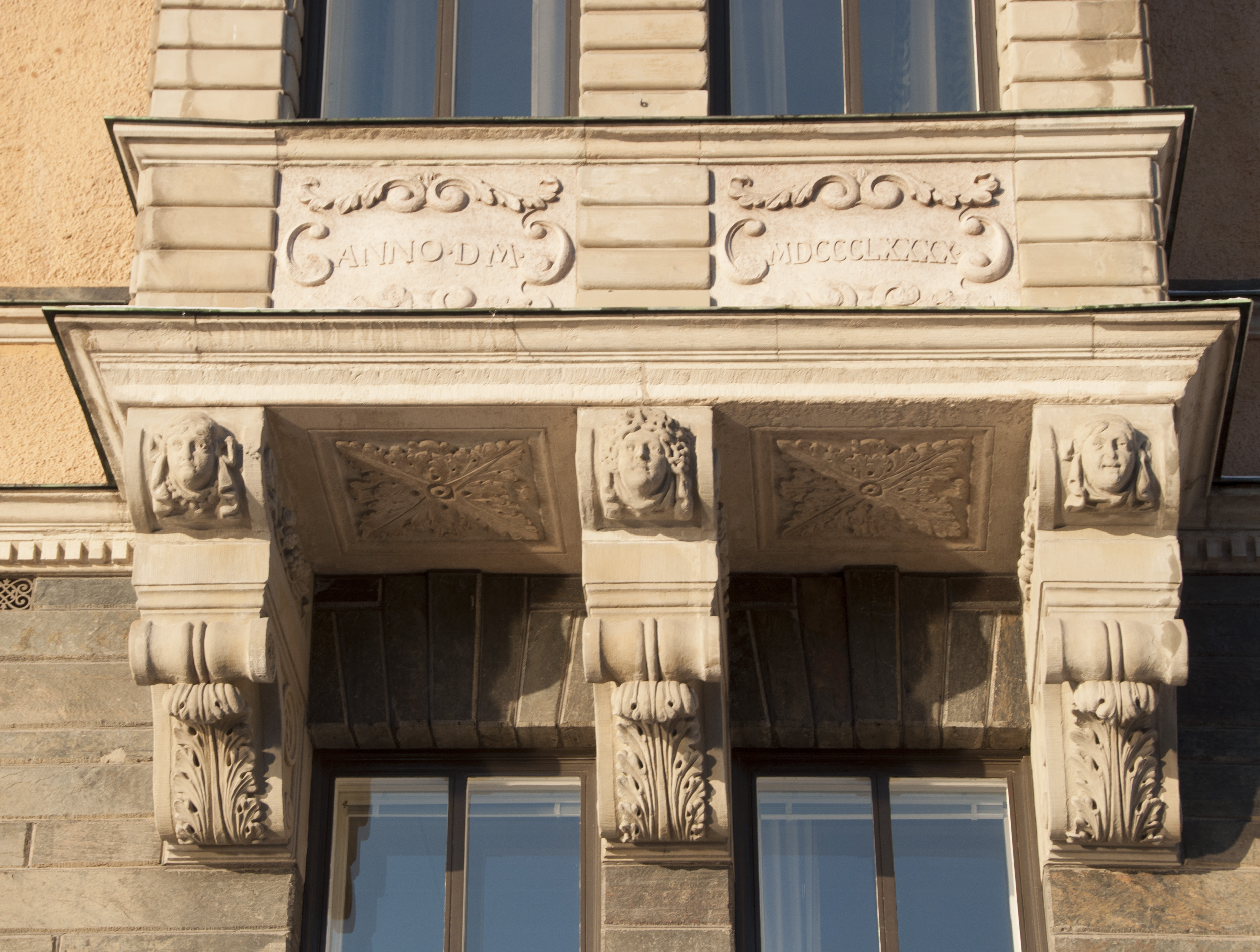
ANNO D.M. MDCCCLXXXX. (sv. I Herrens år 1890)